# Eddie Izzard

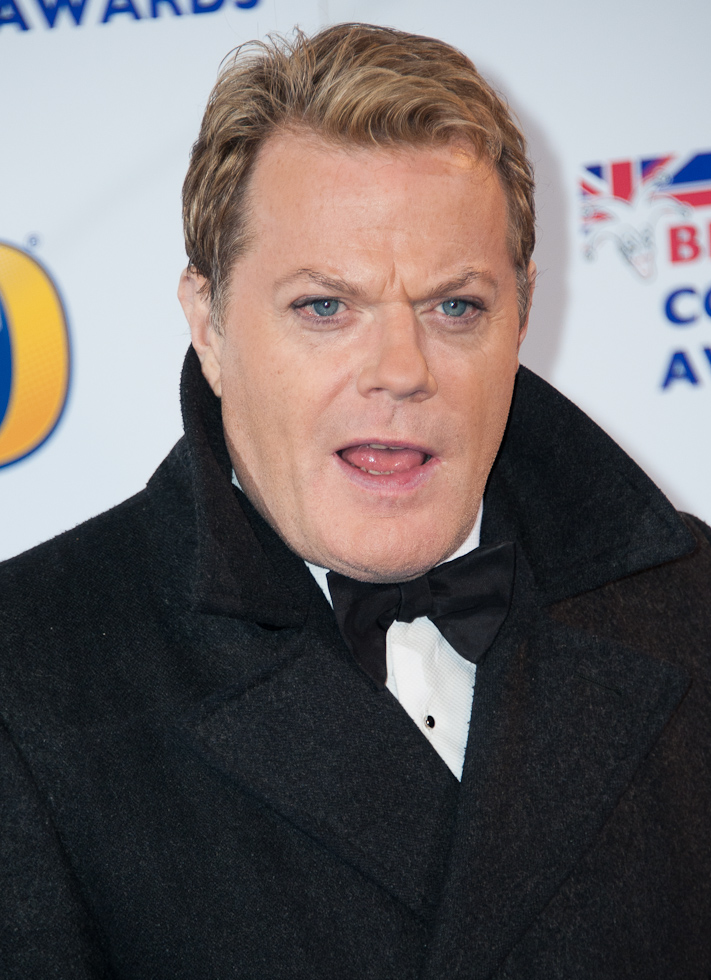
Eddie Izzard bei den British Comedy Awards (2013)

Suzy Eddie Izzard (* 7. Februar 1962 in Aden, Südjemen als Edward „Eddie“ John Izzard) ist eine britische Komikerin und Schauspielerin. Sie identifiziert sich als genderfluid.

## Leben
Izzard wurde im Südjemen als zweites Kind eines BP-Angestellten und einer Krankenschwester geboren. Wenige Jahre vor dem Rückzug der Briten aus dieser Region (1967) verließ die Familie das Land. Bis 1967 lebte sie in Bangor (Nordirland), danach in Wales und East Sussex. Die Mutter starb, als Izzard sechs Jahre alt war. Nach der Schule betätigte sich Izzard als Straßenkomiker an verschiedenen Orten in Europa und den Vereinigten Staaten.
Bereits früh begann Izzard, auch weibliche Rollen zu spielen und als Transvestit und Cross-Dresser aufzutreten; 2001 wurde sie als „Britanniens bestgeliebter Transvestit“ bezeichnet. Bereits zu der Zeit identifizierte sie sich als Transgender („transgeschlechtlich“), wobei ihre sexuelle Orientierung auch weiterhin auf Frauen bezogen, also homosexuell sei. Anlässlich eines Auftritts 2011 in Los Angeles bekräftigte Izzard ihr Transgendersein; 2016 erklärte sie genauer, sich weder eindeutig als Mann noch als Frau zu empfinden, sondern als beides, als nichtbinär. In einem Interview der Tageszeitung taz im April 2019 sagte Izzard auf Deutsch (das Izzard spricht): „Ich identifiziere mich als trans und genderfluid. Und ich habe boy-mode und girl-mode. Die Begriffe Mann und Frau kommen mir zu beladen vor. Ich toure gerade als Mädchen, erscheine aber Ende des Jahres in einem neuen Film mit Judi Dench, Six Minutes to Midnight, als Junge.“ Ende 2020 erklärte Izzard in einer Fernsehshow, nur noch weibliche Pronomen zu beanspruchen (she…hers…her…herself): “I’m genderfluid. I just want to be based in girl mode from now on” (Ich bin genderfluid. Ich möchte von nun an einfach im Girl-Modus meine Basis haben).

### Karriere

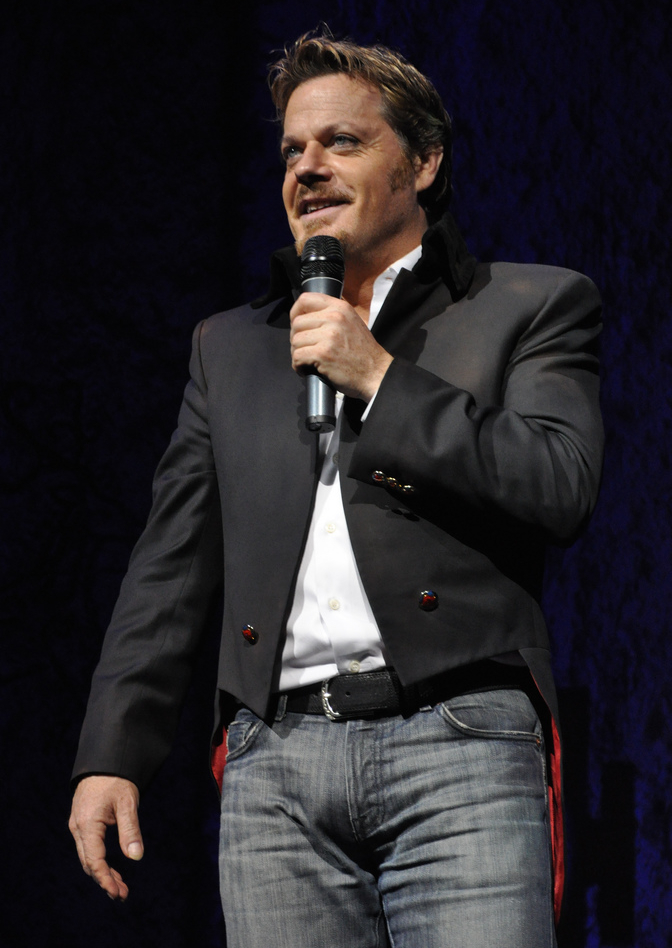
Eddie Izzard im Londoner Lyric Theatre (2008)

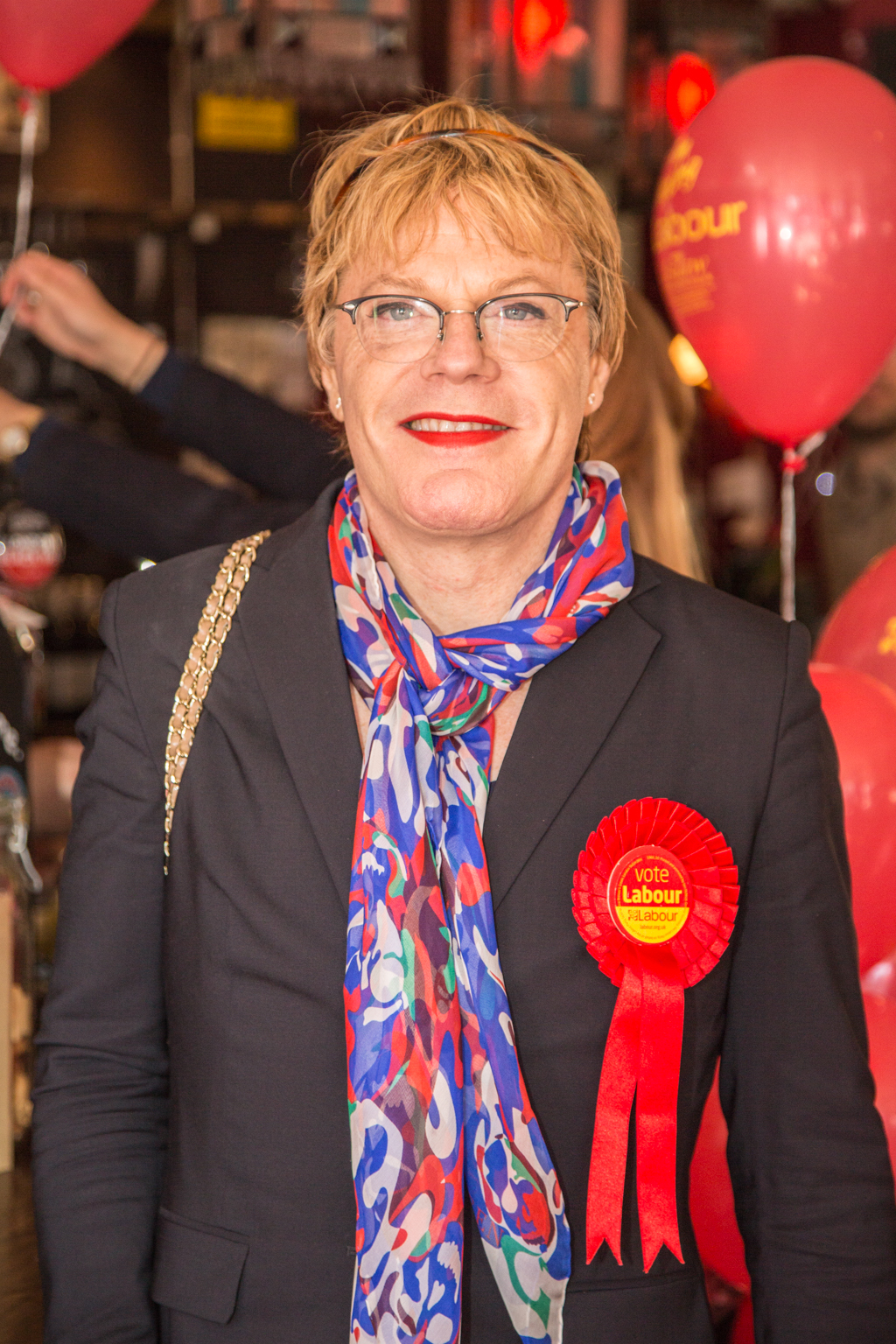
Eddie Izzard auf einer Wahlveranstaltung der Labour Party (2015)

Nachdem sie bereits in den 1980er Jahren mit Programmen im Vereinigten Königreich unterwegs gewesen war, trat Izzard 1993 erstmals mit einem Comedyprogramm im Londoner West End auf. Auf Anhieb erhielt sie viel Lob von Kritikern und wurde für verschiedene Preise nominiert; unter anderem erhielt sie den British Comedy Award. In den folgenden Jahren blieb Izzard dem Theater treu, zum einen mit neuen Comedyprogrammen, zum andern auch als seriöse Schauspielerin, etwa in der Weltpremiere von David Mamets The Cryptogram oder als Edward II. in Christopher Marlowes gleichnamigem Drama.
1996 wirkte sie erstmals in einem Kinofilm mit: An der Seite von Bob Hoskins, Patricia Arquette und Christian Bale spielte sie in dem Thriller Der Geheimagent (Joseph Conrad’s The Secret Agent).
Kurz darauf ging sie erstmals mit einem Programm außerhalb Großbritanniens auf Tour. Ihr internationaler Durchbruch war ihr 1998er Programm Dress to Kill, zu dem sie später auch ein gleichnamiges Buch, eine CD und eine DVD veröffentlichte. Nach der Ausstrahlung im amerikanischen Fernsehen auf HBO erhielt sie im Jahr 2000 zwei Emmy Awards. 2003 wurde sie für ihre Rolle in dem Broadway-Stück A Day in the Death of Joe Egg für einen Tony Award nominiert.
2001 spielte sie die Rolle des Charlie Chaplin an der Seite von Kirsten Dunst in Peter Bogdanovichs The Cat’s Meow. Izzard bekam 2012 die Rolle des Großvaters in der Neuauflage von The Munsters „Mockingbird Lane“.
2007 und 2008 war sie zusammen mit Minnie Driver Hauptdarstellerin und einer der Produzentinnen der amerikanischen Dramaserie The Riches, die nach dem Autorenstreik eingestellt wurde. 2008 trat sie im Historienfilm Operation Walküre – Das Stauffenberg-Attentat an der Seite von Tom Cruise in der Rolle des deutschen Generals und Widerstandskämpfers Erich Fellgiebel auf.
Izzard spielt hauptsächlich in der englischsprachigen Welt, sie war allerdings auch schon mehrmals in Frankreich zu sehen, wo sie ihre Show in der Landessprache vortrug. Ihr erster Auftritt in Deutschland war am 5. April 2013 im Admiralspalast Berlin, wobei sie auch hierfür extra die deutsche Sprache erlernte.

### Sprechrollen
Izzard imitiert eigenen Angaben nach bei Sprechrollen unabhängig von der konkreten Rolle entweder James Mason oder Sean Connery, da sie andere Sprachstile nicht könne. Dennoch wirkte sie als Synchronsprecherin an Filmen wie Die Chroniken von Narnia: Prinz Kaspian von Narnia, Igor, Die Simpsons, Cars 2 und anderen mit.

## Soziale Aktivitäten
Im Juli 2009 begann Izzard einen siebenwöchigen Marathonlauf durch das Vereinigte Königreich, um Geld für die Stiftung Sport Relief zu sammeln. Mit der jeweiligen Landesflagge in der Hand lief sie von London nach Cardiff, weiter nach Belfast und Edinburgh und wieder zurück nach London, 43 Marathons in 51 Tagen. Im September 2009 beendete sie den letzten Marathon und wurde mit dem Preis „BBC Sports Personality of the Year 2009“ ausgezeichnet. 2016 lief Izzard 27 Marathons in 27 Tagen. Ende 2020 erklärte Izzard, sie werde im Januar 2021 ihre Kampagne Make Humanity Great Again („Macht die Menschheit wieder groß“) fortsetzen und im Januar 31 Marathonläufe machen.

## Parteipolitik
Vor der britischen Unterhauswahl im Mai 2010 machte Izzard Wahlwerbung für die sozialdemokratische Labour Party. Am 31. März 2018 wurde sie in das National Executive Committee der Labour Party berufen, nachdem ihre Vorgängerin Christine Shawcroft wegen Antisemitismus-Vorwürfen zurückgetreten war.

## Weiteres
In ihrem Stand-up-Bühnenprogrammen macht sich Izzard regelmäßig über religiöse Vorstellungen lustig und lässt ihre atheistische Grundeinstellung deutlich werden. 2013 erhielt Izzard von der humanistischen American Humanist Association die Auszeichnung „Outstanding Lifetime Achievement Award for Cultural Humanism“ (Herausragenden Lebensleistung für kulturellen Humanismus). Im selben Jahr wurden für den atheistischen Dokumentarfilm The Unbelievers mit Richard Dawkins einige Ausschnitte von Izzards Auftritt bei der Reason Rally verwendet, einer Demonstration von Atheisten.

## Werke

### Comedy-Programme
- 1993: Live at the Ambassadors
- 1994: Unrepeatable
- 1996: Definite Article
- 1997: Glorious
- 1999: Dress to Kill
- 2002: Circle
- 2003: Sexie
- 2008: Stripped
- 2009: Live At Wembley
- 2011: Live At Madison Square Garden
- 2013: Force Majeure
- 2022: Wunderbar

### Filmografie (Auswahl)

#### Filme
- 1996: The Secret Agent
- 1998: Velvet Goldmine
- 1998: Mit Schirm, Charme und Melone (The Avengers)
- 1999: Mystery Men
- 2000: Circus
- 2000: Shadow of the Vampire
- 2001: The Cat’s Meow
- 2001: Die Männer Ihrer Majestät (All the Queen’s Men)
- 2004: Blueberry und der Fluch der Dämonen (Blueberry)
- 2004: Ocean’s 12 (Ocean’s Twelve)
- 2005: Romance & Cigarettes
- 2006: Die Super-Ex (My Super Ex-Girlfriend)
- 2007: Ocean’s 13 (Ocean’s Thirteen)
- 2007: Across the Universe
- 2008: Operation Walküre – Das Stauffenberg-Attentat (Valkyrie)
- 2008: Igor
- 2009: Rage
- 2011: Lost Christmas
- 2012: Die Schatzinsel (Fernsehfilm)
- 2014: Castles in the Sky
- 2014: Der Chor – Stimmen des Herzens (Boychoir)
- 2015: Day Out of Days
- 2015: Zufällig allmächtig (Absolutely Anything)
- 2017: Victoria & Abdul
- 2018: The Flip Side
- 2019: Get Duked! (Boyz In The Wood)
- 2020: The High Note
- 2020: Six Minutes to Midnight (auch Drehbuch)
- 2023: Dr. Jekyll
- 2024: Midas Man

#### Fernsehserien
- 1996: Geschichten aus der Gruft (Tales from the Crypt, Folge 7x11)
- 2007–2008: The Riches (20 Folgen)
- 2009: Die Triffids – Pflanzen des Schreckens (The Day of the Triffids, Mini-Serie, Teil 1–2)
- 2011: Taras Welten (United States of Tara, 8 Folgen)
- 2011: Good Wife (Folge 3x02)
- 2013–2015: Hannibal (6 Folgen)
- 2015: Powers (10 Folgen)
- 2019: Grünes Ei mit Speck (Green Eggs and Ham, 13 Folgen)
- 2021: The Lost Symbol (9 Folgen)
- 2021: Wer einmal lügt (Stay Close, 6 Folgen)
- 2023: Culprits (Folgen 1x07–1x08)
- 2024: Kaos (4 Folgen)

#### Synchron
- 2006: Tierisch wild (The Wild, Animationsfilm) … als Nigel
- 2008: Die Chroniken von Narnia: Prinz Kaspian von Narnia (The Chronicles of Narnia: Prince Caspian) … als Reepicheep
- 2011: Cars 2 (Animationsfilm) … als Sir Miles Axlerod
- 2016: Rock Dog (Animationsfilm) … als Angus Scattergood
- 2017: The LEGO Batman Movie (Animationsfilm) … als Lord Voldemort
- 2019: Everest – Ein Yeti will hoch hinaus (Abominable, Animationsfilm) … als Burnish
- 2019: Der dunkle Kristall: Ära des Widerstands (The Dark Crystal: Age of Resistance, Fernsehserie) … als Cadia
- 2019: Grünes Ei mit Speck (Green Eggs and Ham, Fernsehserie, 13 Folgen) … als Snerz
- 2022: Rock Dog 3 … als Angus Scattergood
- 2024: Man and Witch: The Dance of a Thousand Steps … als Sheep